# Ronald Serugo
Ronald Serugo (* 5. September 1984) ist ein ehemaliger Boxer aus Uganda. Er war Teilnehmer der Olympischen Sommerspiele 2008 im Halbfliegengewicht und 2016 im Fliegengewicht.

## Werdegang
Der Teilnehmer der Afrikaspiele 2007 in Algier erkämpfte sich im März 2008 bei der afrikanischen Qualifikation in Windhoek einen Startplatz bei den Olympischen Spielen 2008 in Peking, wo er bei der Eröffnungszeremonie die Flagge seines Heimatlandes trug. Bei den Wettkämpfen selbst schied er in der Vorrunde mit 5:9 gegen den Mongolen Pürewdordschiin Serdamba aus, der später die olympische Silbermedaille gewinnen konnte.
Bei den Weltmeisterschaften 2009 in Mailand und 2011 in Baku, schied er jeweils in der zweiten Vorrunde gegen den Südkoreaner Shin Jong-hun aus, der 2009 Bronze und 2011 Silber gewann.
Zur Förderung seiner Karriere zog er 2011 in die schwedische Hauptstadt Stockholm, später nach Göteborg und schließlich nach Surte. Er heiratete und wurde Vater einer Tochter. Dennoch ging er weiter für Uganda an den Start. Er gewann eine Bronzemedaille bei den Afrikaspielen 2011 in Maputo und die Goldmedaille beim Tammer-Turnier 2011 in Tampere. Darüber hinaus wurde er 2013 und 2014 Schwedischer Meister im Fliegengewicht, sowie 2016 Schwedischer Meister im Bantamgewicht.
Im März 2016 erreichte er bei der afrikanischen Qualifikation in Yaoundé einen Startplatz bei den Olympischen Spielen 2016 in Rio de Janeiro, wo er dann in der Vorrunde mit 1:2 gegen den Armenier Narek Abgarjan ausschied.